# Centaurea bojnordensis
Centaurea bojnordensis — вид квіткових рослин айстрових (Asteraceae). Ендемік Ірану.